# 金光林 (歴史学者)
金 光林（きん こうりん、1963年 - ）は、中華人民共和国出身の日本の歴史学者。新潟産業大学教授。専門は比較文化、東アジア文化史。

## 概略
中国東北師範大学外国語学部日本語学科卒業。東京大学大学院総合文化研究科比較文化専攻博士課程修了。博士（1997年9月東京大学）。2009年9月～2010年7月カリフォルニア大学バークレー校客員研究員。2010年8月～2011年5月ハーバード大学フェアバンク中国研究センター客員研究員。2011年6月～8月ロンドン大学東洋アフリカ研究学院客員研究員。2014年11月～現在中国北華大学客員教授。

## 人物・主張
韓国起源説について、韓国人が漢字を発明した或いは孔子は韓国人だったという主張を行う韓国人学者がいるが、韓国の学界の定説にはなっていないが、これらの主張が中国に伝わり、韓国人は中国文化は何でも韓国に宗主権があるという韓国起源説として受け止められ、韓国人が中国文化を侵食していると警戒されており、「中国と朝鮮は前近代の伝統社会においては、基本的に東アジアの漢字文明圏、儒教文明圏、または中国文明圏に属し、文明的性格において韓国の独自性が見えづらかった」「ハンティントンは『文明の衝突』の中で、韓国・朝鮮を中華文明のカテゴリーに入れている。現代の韓国・朝鮮においても、伝統文化を論じる場合、その文化の内容が中国の伝統文化と重複、類似する場合が多く、韓国・朝鮮が自国の文化として主張するものが中国でも自国文化として主張する場合と重なっている」「朝鮮は前近代の歴史において、漢字・儒教・政治・社会制度など多数の領域にわたり 中国の影響を受けており、そのために韓国・朝鮮の文化には中国文化との共通的要素が多いので、中国側からすれば、韓国・朝鮮文化の独自性を看過しやすくなる」「韓国・朝鮮では、近代のナショナリズムとの関連から韓国・朝鮮文化の独自性に対する主張が多くなり、印刷術・天文測定器・東洋伝統医学の宗主権論争に見られるように、場合によっては韓国・朝鮮側が中国起源の文化を過剰に自国の独自文化として主張しているように中国側に受け止められたりする」と指摘している。

## 受賞
東京大学比較文学会より第9回金素雲賞（「高麗神社からみた朝鮮渡来文化」（『比較文学研究』第64号所載）［1992年度提出の修士論文］）

## 著作

### 分担執筆
- 『北東アジア事典』、2006年10月、国際書院
- 『歴史・文化からみる東アジア共同体』、2015年3月、創土社